# Ajuntament de Palau-solità i Plegamans
L'Ajuntament de Palau-solità i Plegamans és un edifici d'arquitectura popular on té la seu l'administració local i la més propera al ciutadà. Està situat a la plaça de la vila, i va ser construït al segle xvii.

## Història
Els inicis d'aquesta casa sembla que es poden remuntar en el s. XVII.
El municipi de Palau-solità i Plegamans és el resultat de la unió administrativa de dues parròquies: Palau-solità i Plegamans. Aquesta unió ja consta documentada a l'any 1440; no obstant, no va ésser fins a l'any 1698 en què els prohoms de l'època varen decidir l'adquisició d'una casa del Comú. Aquesta casa va funcionar com hostal durant molts anys, arrendat pel consistori; encara que a la vegada, aquest consistori es reunia, d'de tant en tant, a la sala de la casa.

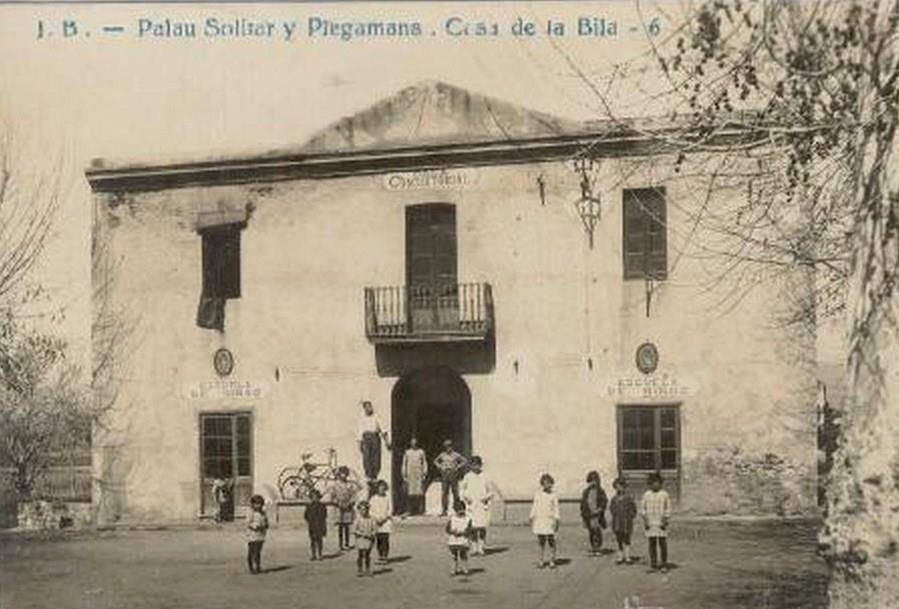
Fisonomia de la Casa de la Vila al segle XIX

Al llarg del temps aquest edifici es va anar deteriorant, i l'estat d'aquest en el 1868 era molt precari, fet que va fer decidir la necessitat de realitzar una rehabilitació integral d'aquest i donar-li un altre ús. En aquesta època es va encarregar un projecte global de rehabilitació de l'edifici, per tal de realitzar la implantació d'una escola, que mai es va realitzar.
A principis del segle XX els baixos d'aquest edifici es varen utilitzar per les escoles nacionals.
La façana posterior, orientada a nord, fou remodelada per l'arquitecte modernista-noucentista Antoni Falguera i Sivilla, a principis del segle xx. Corona aquesta façana nord una ornamentació realitzada per l'arquitecte Falguera on hi destaca una orla amb la data de la construcció (any 1908). Aquell mateix any l'edifici va patir una restructuració profunda.
Durant el l'any 2010 es van realitzar les obres de rehabilitació, on es va reestructurar la part interior, incloent un ascensor, i es va rehabilitar tota la part exterior de l'edifici.

## Conjunt arquitectònic
L'edifici es troba al mig del nucli urbà, entre la plaça de la Vila i la plaça de l'Onze de Setembre. Es troba envoltat majoritàriament d'edificacions de baixa alçada, encara que també hi ha edificacions de tres i quatre plantes. Aquest és un edifici de certa importància en la vida de la Vila de Palau, per ser la Casa Consistorial. L'especial situació de l'edifici entre dues places (pl. de la Vila i de l'Onze de Setembre) ens remarca encara més la importància de l‘edifici.
L'edifici és de planta rectangular i dos plantes, que s'accedeix a través d'una escala central, al voltant de la qual es disposen de totes les dependències municipals amb obertures a la façana.

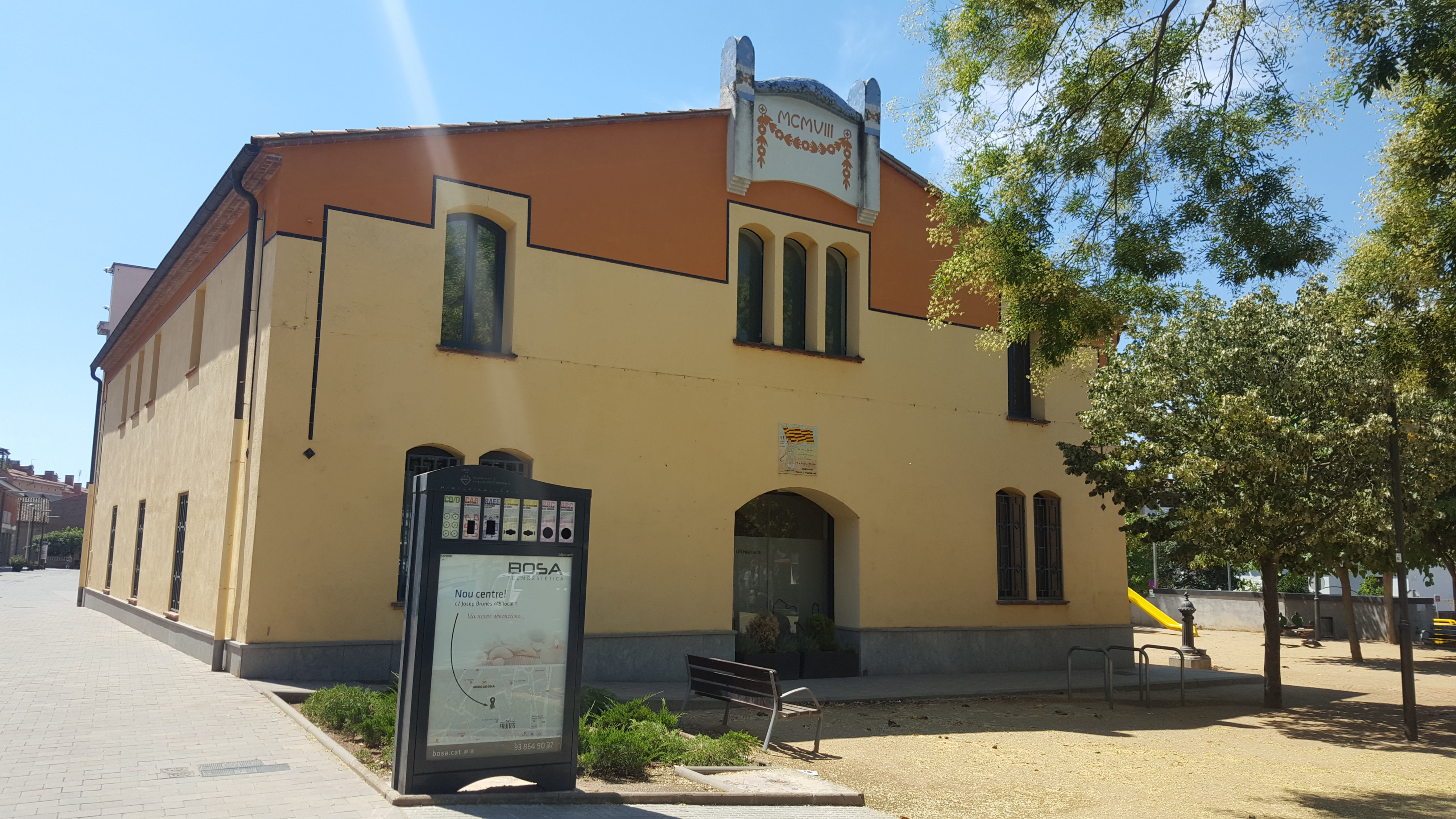
Façana posterior amb l'ornamentació superior

Les dues façanes (la principal, que dona a la Plaça de la Vila i la posterior, que dona a la Plaça Onze de Setembre) són ben diferents. La façana principal, a part de ser la més elaborada de totes, és la que ens dona la memòria històrica i la imatge, que tenen els ciutadans de Palau-solità i Plegamans, d'aquesta construcció. Aquesta façana ha estat modificada al llarg dels anys. L'entrada principal situada en el centre està formada per un arc de mig punt, i a banda i banda s'hi situen dues portes més petites rectangulars. Els dos nivells de l'edifici es veuen accentuats per una balconada que uneix les tres obertures del pis superior, totes elles de les mateixes dimensions i de forma rectangular. Queda coronada amb un fris en el qual es llegeix la inscripció "Casa Consistorial". La façana posterior també presenta un treball de composició i uns elements escultòrics prou destacats. Cal mencionar les obertures dobles en la planta baixa i la triple obertura en la part central del primer pis i dues finestres més a banda i banda d'aquesta darrera. Totes les finestres de la façana posterior són d'arc rebaixat. Corona aquesta façana nord una ornamentació realitzada per l'arquitecte Falguera amb trencadís de ceràmica vidrada on hi destaca una orla amb la data de la construcció, MCMVIII (1908).

## Govern local
L'actual govern municipal està compost per 6 àrees temàtiques les quals estan subdividides en 21 regidories.
| Persona                | Partit | Càrrec |
| ---------------------- | ------ | --- |
| Oriol Lozano Rocabruna | ERC    | Alcalde (Batlle), regidor delegat de recursos humans i esports i president de la Junta de Govern Local                                 |
| Eva Soler Guallar      | ERC    | Primera Tinent d'Alcalde i Regidora delegada de seguretat ciutadana, cultura, patrimoni, comunicació, noves tecnologies i govern obert |
| Patricia Freire Nuñez  | ERC    | Segona Tinent d'Alcalde i Regidora delegada d'acció social, igualtat, feminisme, polítiques LGTBI+, habitatge i gent gran              |
| Laura Navarro Ceballos | Junts  | Tercera Tinent d'Alcalde i Regidora delegada d'empresa, ocupació, via pública, espais i jardins                                        |
| Ignasi Fargas Roca     | ERC    | Quart Tinent d'Alcalde i Regidor delegat d'educació, joventut i participació                                                           |
| Jordi Pujol Lozano     | Junts  | Cinquè Tinent d'Alcalde i Regidor delegat de manteniment de salut, sanitat i consum                                                    |
| Jordi Plaza Nualart    | ERC    | Regidor delegat de festes populars, fires, mercats, medi natural, gestió ambiental, pagesia i urbanisme                                |
| Sergi Plaza Ruiz       | ERC    | Regidor delegat d'economia, serveis municipals, innovació i eficiència energètica                                                      |
| Ovidi Cristian Popescu | Junts  | Regidor delegat de comerç, turisme, mobilitat i transport                                                                              |

## Composició del consistori
El ple municipal està format per 17 regidors i regidores, elegits per sufragi universal cada quatre anys. ERC va guanyar les eleccions i va obtindre 6 regidors a les darreres eleccions municipals, i per poder investir el seu candidat, Oriol Lozano Rocabruna, va haver de negociar amb JUNTS un acord d'investidura i governabilitat.
L'actual composició del consistori és la següent:
| ERC | PSC | JUNTS                                                                     | C's                                               | Primàries            |
| 1. Oriol Lozano Rocabruna 2. Eva Soler Guallar 3. Jordi Plaza Nualart 4. Patricia Freire Nuñez 5. Ignasi Fargas Roca 6. Sergi Plaza Ruiz | 1. Marc Sanabria Robledo 2. Cristina Pérez Gómez 3. Ignasi Martinez Rivas 4. Giovanna Sánchez Giménez 5. Miquel Cañizares Gómez | 1. Laura Navarro Ceballos 2. Jordi Pujol Lozano 3. Ovidi Cristian Popescu | 1. Juan Martínez Nieto 2. Andrés Martínez Palacio | 1. Núria Solà Bujons |